# Vincent Rüfli
Vincent Rüfli, né le 22 janvier 1988 à Carouge, est un footballeur international suisse évoluant au poste de défenseur latéral.

## Biographie

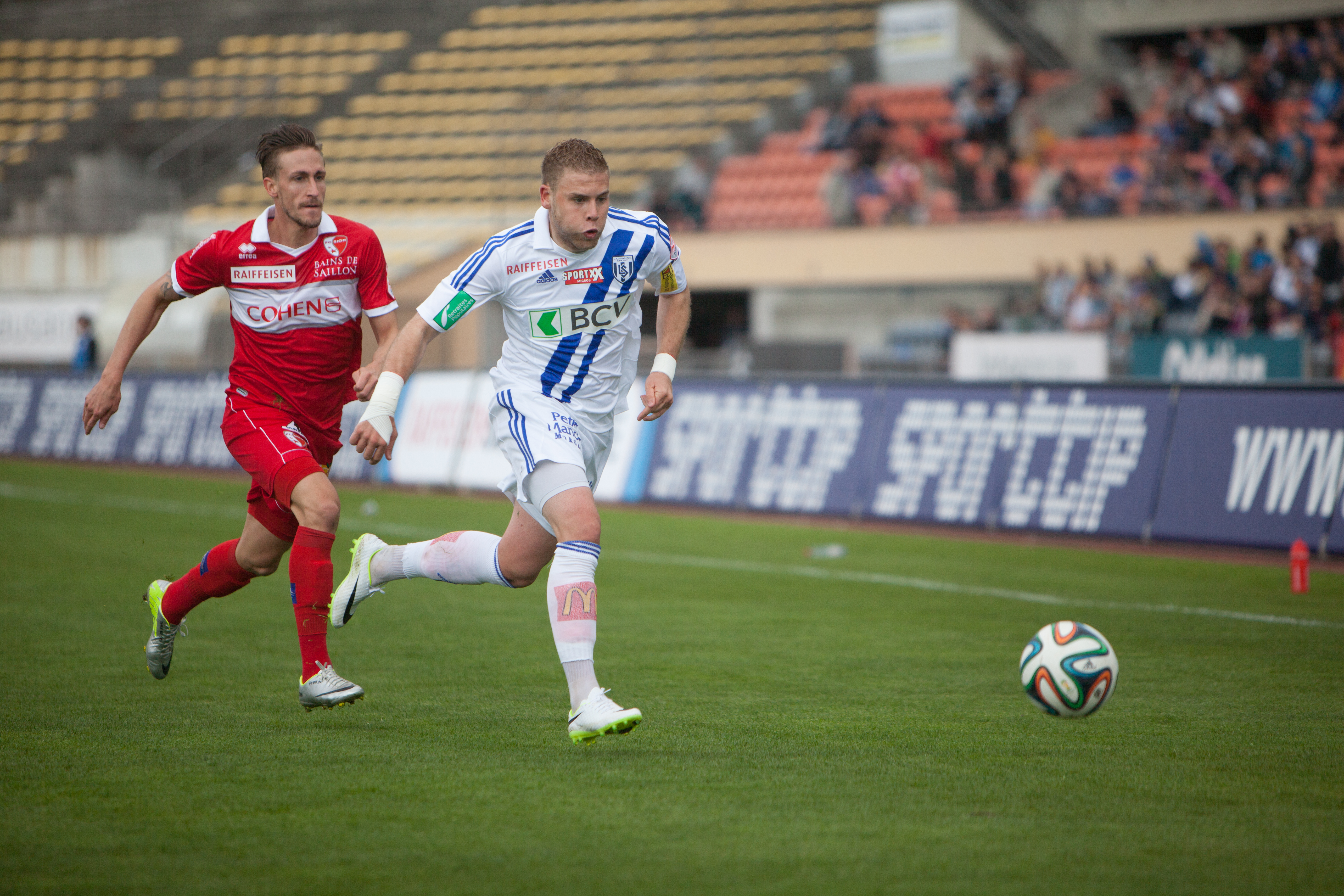
Rüfli (à gauche) à la poursuite de Yoric Ravet en 4 2014

### En club

#### Étoile Carouge FC (2006-2008)
Il naît à Carouge. Il a joué dès son plus jeune âge au Étoile Carouge FC où il effectue son parcours junior et senior.

#### Servette FC (2008-2013)
En 2008, il rejoint un autre club genevois le Servette FC où il restera jusqu'en 2013.
Le 17 avril 2011, il est l'auteur à la Praille d'un but du milieu de terrain contre le FC Schaffhouse (6-2) qui a fait le tour du monde,.

#### FC Sion (2013-2016)
il s'engage avec le FC Sion pour une durée de trois ans au FC Sion. Il était en fin de contrat avec le club genevois, relégué en Challenge League.
C'est un latéral doté d'une bonne technique et d'une polyvalence qui a beaucoup servi au FC Sion car il a la capacité de jouer au poste de latéral droit, de latéral gauche, de milieu droit, de milieu gauche et même d'ailier comme il a fait avec le FC Sion contre le Liverpool FC en Ligue Europa.
Le 24 février 2016, après sa défaite en 16e finale aller de la Ligue Europa à domicile face au SC Braga (2-1), le FC Sion doit maintenant marquer deux fois pour voir les 8èmes de finales. Au match retour, le score étant de 2 buts partout, un but permettrait au FC Sion de se qualifier. À la 93e minute, Vincent Rüfli arme une frappe surpuissante à l'entrée de la surface, mais le ballon atterrira sur la barre transversale.

#### Aventure en France Dijon FCO (2016-2018)
Le 4 août 2016, il s'engage avec le Dijon FCO en Ligue 1 pour une durée de deux ans. Il quitte le club après ses deux ans de contrat.

#### Paris FC (2018-2019)
Après deux saisons à Dijon, Vincent Rüfli signe un contrat d'un an avec le Paris FC le 9 juillet 2018,.
Il quitte le club parisien après son contrat 1 an.

#### Retour en Suisse au FC Saint-Gall (2019-2021)
Le 3 juin 2019, en fin de contrat avec le Paris FC, il s'engage pour deux saisons plus une option de prolongation en faveur du FC Saint-Gall. Il quitte le club car il a été prêté dans un des clubs de Lausanne.

##### Prêt au Stade Lausanne-Ouchy (2021)
Le 15 janvier 2021, il rejoint en prêt le club vaudois Stade Lausanne-Ouchy qui évolue en Challenge League jusqu'à la fin de la saison.

#### Stade Lausanne-Ouchy (2021-2022)
Le 14 juillet 2021, il est transféré définitivement au Stade Lausanne-Ouchy par le FC Saint-Gall. 

##### Prêt et retour au Étoile Carouge FC (2022)
Il est prêté par le FC Stade Lausanne Ouchy jusqu’au terme de la saison à l'Étoile Carouge FC qui évolue actuellement en Promotion League. Il quitte le club en décembre 2022.

### Équipe nationale
Il est retenu pour la première fois en équipe de Suisse pour les matchs amicaux contre les Pays-Bas le 11 novembre 2011 et le Luxembourg le 15 novembre 2011 ou il honorera sa première sélection avec la Nati.

## Statistiques
| Saison                | Club                  | Championnat           | Championnat | Championnat | Coupe(s) nationale(s) | Coupe(s) nationale(s) | Compétition(s) continentale(s) | Compétition(s) continentale(s) | Compétition(s) continentale(s) | Total | Total |
| Saison                | Club                  | Division              | M.          | B.          | M.                    | B.                    | Comp.                          | M.                             | B.                             | M.    | B.    |
| 2005-2006             | Étoile Carouge FC     | 1re ligue             | 6           | 1           | -                     | -                     | -                              | -                              | -                              | 6     | 1     |
| 2006-2007             | Étoile Carouge FC     | 1re ligue             | 17          | 1           | 1                     | 0                     | -                              | -                              | -                              | 18    | 1     |
| 2007-2008             | Étoile Carouge FC     | 1re ligue             | 23          | 1           | 2                     | 0                     | -                              | -                              | -                              | 25    | 1     |
| Sous-total            | Sous-total            | Sous-total            | 46          | 3           | 3                     | 0                     | -                              | -                              | -                              | 49    | 3     |
| 2008-2009             | Servette FC           | Challenge League      | 16          | 1           | 2                     | 0                     | -                              | -                              | -                              | 18    | 1     |
| 2009-2010             | Servette FC           | Challenge League      | 20          | 1           | 1                     | 0                     | -                              | -                              | -                              | 21    | 1     |
| 2010-2011             | Servette FC           | Challenge League      | 29          | 6           | 2                     | 0                     | -                              | -                              | -                              | 31    | 6     |
| 2011-2012             | Servette FC           | Super League          | 30          | 2           | 3                     | 0                     | -                              | -                              | -                              | 33    | 2     |
| 2012-2013             | Servette FC           | Super League          | 27          | 0           | -                     | -                     | C3                             | 2                              | 0                              | 29    | 0     |
| Sous-total            | Sous-total            | Sous-total            | 122         | 10          | 8                     | 0                     | -                              | 2                              | 0                              | 132   | 10    |
| 2013-2014             | FC Sion               | Super League          | 29          | 1           | -                     | -                     | -                              | -                              | -                              | 29    | 1     |
| 2014-2015             | FC Sion               | Super League          | 27          | 0           | 5                     | 1                     | -                              | -                              | -                              | 32    | 1     |
| 2015-2016             | FC Sion               | Super League          | 28          | 0           | 4                     | 0                     | C3                             | 5                              | 0                              | 37    | 0     |
| Sous-total            | Sous-total            | Sous-total            | 84          | 1           | 9                     | 1                     | -                              | 5                              | 0                              | 98    | 2     |
| 2016-2017             | Dijon FCO             | Ligue 1               | 18          | 0           | 1                     | 0                     | -                              | -                              | -                              | 19    | 0     |
| 2017-2018             | Dijon FCO             | Ligue 1               | 3           | 0           | 0                     | 0                     | -                              | -                              | -                              | 3     | 0     |
| Sous-total            | Sous-total            | Sous-total            | 21          | 0           | 1                     | 0                     | -                              | -                              | -                              | 22    | 0     |
| 2018-2019             | Paris FC              | Ligue 2               | 17          | 1           | 0                     | 0                     | -                              | -                              | -                              | 17    | 1     |
| Sous-total            | Sous-total            | Sous-total            | 17          | 1           | 0                     | 0                     | -                              | -                              | -                              | 17    | 1     |
| 2019-2020             | FC Saint-Gall         | Super League          | 0           | 0           | 0                     | 0                     | -                              | -                              | -                              | 0     | 0     |
| Sous-total            | Sous-total            | Sous-total            | 0           | 0           | 0                     | 0                     | -                              | -                              | -                              | 0     | 0     |
| Total sur la carrière | Total sur la carrière | Total sur la carrière | 290         | 15          | 21                    | 1                     | -                              | 7                              | 0                              | 318   | 16    |